# جو مک‌کو

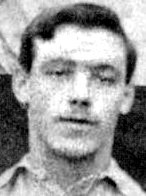
جو مک‌کو در سال ۱۸۹۲ در ترکیب باشگاه لیورپول.

جو مک‌کو (انگلیسی: Joe McQue) (زاده فوریه ۱۸۷۰ - ۱۹۳۴) بازیکن فوتبال اهل اسکاتلند بود که در سده نوزدهم میلادی در باشگاه فوتبال لیورپول بازی می‌کرد.
او در شهر گلاسکو متولد شد. او از باشگاه سلتیک توسط سرمربیان وقت باشگاه جان مک کنا و همکارش ویلیام بارکلی در سال ۱۸۹۲ به لیورپول آمد.او یکی از نخستین بازیکنان باشگاه لیورپول است که در نخستین بازی تاریخ باشگاه پس از بنیان‌گذاری آن در ترکیب قرار داشت که در آن بازی در ۳ سپتامبر ۱۸۹۲ توانستند با نتیجه ۸ بر ۰ تیم والتون را از پیش روی بردارند.
جو مک‌کو در میان سال‌های ۱۸۹۲–۱۸۹۸ (۶ سال) ۱۴۲ بار برای لیورپول بازی کرد. 